# Слабкий, Леонид Ильич
Слабкий Леонид Ильич (25 июля 1925, Москва — 5 апреля 2004, Щёлково, Московской области) — советский и российский учёный, инженер-исследователь в области прочности и надёжности ракетно-космической техники. Соавтор схемы радиационно-гравитационной стабилизации космического аппарата, основанной на применении солнечного паруса.

## Биография
Родился 25 июля 1925 г. в Москве в семье врачей. С отличием окончив школу, в 1942 году поступил в Московский авиационный институт (МАИ) на самолётостроительный факультет.  В процессе учёбы знакомится с М. К. Тихонравовым. По окончании МАИ в 1947 г. — инженер лаборатории статических испытаний конструкции самолёта Бисновата М. Р. с двухкамерными жидкостными ракетными двигателями на заводе № 293 МАП.

## Участие в работах по созданию ракетно-космической техники
57 лет своей жизни Слабкий Л. И. отдал служению Отечеству — становлению и развитию российской космонавтики. С декабря 1947 г. продолжил свою деятельность в научно-исследовательском институте 4 (НИИ-4) Академии артиллерийских наук, в группе Тихонравова М. К.:
- компоновал первый «пакет» из трёх ракет Р-1 (1948 г.),
- проектировал жидкостный ракетный двигатель (ЖРД) на жидком кислороде и керосине с тягой 100 тс (1948 г.),
- спроектировал и рассчитал на прочность конструкцию блока орбитальной пилотируемой станции по типу «пчелиного сота» (1953 г.),
- исследовал нагрев корпуса головной части межконтинентальных баллистических ракет (МБР) в рамках научно-исследовательских работ (НИР) Н-2 (заказчик ОКБ-1) (1953 г.),
- выполнил расчёты по нагреву корпусов ракетных блоков ракеты-носителя (РН) Р-7 и элементов стартового сооружения от струй многокамерной двигательной установки.

Результаты реализованы в техническом проекте РН Р-7 в 1957 г., позволившем осуществить запуски искусственных спутников земли (ИСЗ), полёты пилотируемых космических кораблей «Восток», «Восход» и в дальнейшем «Союз». На официальной защите в 1956 г. эскизного проекта первого ИСЗ Королёв С. П. отметил, что проект спутника разработан в ОКБ-1 на основе исследовательских работ группы сотрудников НИИ-4, возглавляемой Тихонравовым М. К.
С 1956 г. ответственный исполнитель ряда тем по прочностной отработке МБР. С 1957 г. участвовал в лётно-конструкторских испытаниях (ЛКИ) Р-7: третий пуск 12 июля 1957 г., аварийный, при подготовке его находился в составе боевого расчёта (командир — Осташев Е. И.), провёл анализ телеметрической информации; причина аварии — потеря устойчивости ракеты по каналу вращения. Слабкий Л. И. в составе комиссии академика Петрова Б. Н. вёл работы по исследованию предотвращения разрушения ракет-носителей КА на базе Р-7 от продольных резонансных автоколебаний в полёте (1958 г.). Результат работы — установка в магистральных трубопроводах «пакета» блоков РН газожидкостных демпферов.
В 1961 г. оценки параметров компоновок и энергомассовых характеристик ГР-1 (8К713) — глобальных ракет, работал над составлением проектов тактико-технических требований министерства обороны (ТТТ МО) на ракеты-носители и наземные комплексы по запуску малых ИСЗ. Ответственный исполнитель разделов НИР «Щит» и «Основа», заданных генеральным штабом вооружённых сил, в части средств выведения космических аппаратов (КА) (1963 г.), НИР по исследованию перспектив развития ракет-носителей КА (1965—1967 гг.), правительственной НИР «Поиск-П» (1967—1970 гг.). Соавтор предложений по унифицированному ряду универсальных базовых ракет-носителей КА.
В период 1968—1970 гг. прошло несколько аварийных пусков РН «Протон», в том числе, два пуска подряд заканчивались взрывами ракетного блока ускорителя третьей ступени. В составе комиссии Слабкий Л. И., Кармишин А. В. и Лиходед А. И. (ЦНИИМАШ) по данным анализа телеметрии и результатам вибропрочностных испытаний блока выявили недостаточную прочность крепления тоннельной трубы окислителя, проходящей через бак горючего, предложили усилить крепление трубы к нижнему днищу бака горючего и повысить её жёсткость, что и было осуществлено.
В январе 1987 г. Слабкий Л. И. участвовал в работе комиссии, совместно с представителями ЦНИИМАШ, по выявлению причины разрушения натурного водородного бака РН «Энергия» в условиях криогенно-статических испытаний на заводе «Прогресс» в Самаре. Причиной явилось нарушение технологии изготовления бака: применён ряд «подварок» кольцевого соединительного шва верхнего днища, повлекших остаточные напряжения (до 30 % по величине от расчётных), что и привело к разрушению.
Слабкий Л. И. постоянно привлекался в состав рабочих групп аварийных комиссий, в том числе и по выяснению причин аварий РН «Протон» 5 июля и 27 октября 1999 г. Причины аварий сводились к одним и тем же: во-первых, партионность установленных на верхних ступенях двигателей (1993 г.), связанная, по указанному году, с отступлениями от штатной технологии сварки стыка крышки соплового аппарата турбонасосного агрегата (вогнутость сварного шва, сверх допустимой стандартом, микронесплошности в зоне сплавления с корпусом турбины) и, во-вторых, попадание алюминиевых частиц в указанную зону и возгорание крышки. В рамках деятельности в 4 Центральном НИИ МО (4 ЦНИИ МО) Слабким Л. И. были проведены анализ и оценка результатов вибростатических и вибродинамических испытаний универсального разгонного блока «Фрегат», сделан ряд замечаний, устранение которых было обеспечено соответствующими доработками элементов конструкции блока. В заключении 4 ЦНИИ МО был сделан вывод о допуске разгонного блока «Фрегат» к лётным испытаниям.

## Научная деятельность
Научная деятельность Слабкого Л. И. определялась практической работой в НИИ-4 и являлась многогранной. В 1963 году (соавтор Гурко О. В.) пишет статью «Использование силовых влияний гравитационного и светового полей Солнца для ориентации космических аппаратов». (Сб. « Искусственные спутники Земли „, М., изд. АН СССР, 1963, № 16, 34-45). В работе предложено решение задачи обеспечения требуемой ориентации космического аппарата в полете за счёт сил светового давления.
“…О. В. Гурко и Л. И. Слабкий одними из первых предложили схему радиационно-гравитационной стабилизации космического аппарата, основанную на применении солнечного паруса…».
В 1996 году в соавторстве с В. Е. Гудилиным создаёт фундаментальный, энциклопедический труд : «Ракетно-космические системы (История. Развитие. Перспективы)» (1996)
Одновременно ведёт научные исследования по созданию одноступенчатой многоразовой ракеты-носителя (ОМРН), сочетающей в себе все самые последние достижения научной мысли (творческие наследия Циолковского К. Э., Вернера фон Брауна, Королёва С. П., Тихонравова М. К., Глушко В. П., Макеева В. П., а также последние разработки американских специалистов фирмы «Макдоннел Дуглас» и европейских инженеров в области создания ракет типа «Дельта-Клиппер» и других выдающихся учёных и конструкторов).

С этой целью он накапливал и систематизировал материалы в области аэрокосмической техники, механики, математики, физики, а также материаловедения, рассматривая возможность применения в конструкциях летательных аппаратов новых композиционных квазикристаллических материалов на основе лёгких термостойких суперсплавов. Слабкий Л. И. писал: 

Перспективы дальнейших исследований и освоения Луны, планет Солнечной системы, их спутников и астероидов, с созданием баз проникновения в глубины Космоса, познания законов природы и изучения Вселенной, расширения круга военных и народнохозяйственных задач, решаемых космическими аппаратами в околоземном пространстве, включая развёртывание орбитальных электростанций с передачей энергии на Землю — всё это предопределяет пересмотр существующих представлений о развитии средств выведения полезных грузов в течение ближайших 15—20 лет. В перспективном плане неизбежен переход к полностью многоразовым носителям космических аппаратов и разгонным блокам, которые будут обладать огромным радиусом действия, большой автономностью функционирования, обеспечивать групповые запуски объектов и многократное маневрирование в Космосе. Для создания таких средств выведения и транспортно-технического обеспечения необходимы разработка и производство новых конструкционных, теплозащитных, радиационностойких материалов, высокоэффективных жидких топлив, включая криогенные глубокопереохлажденные (до шугообразного состояния) водород, кислород, кислородоозоновые смеси, метан, пропан, метастабильный гелий, новые типы ракетных двигателей, в том числе трёхкомпонентные жидкостные, ядерные, лазерные, аннигиляционные.
— Л. И. Слабкий, «Перспективы развития средств выведения космических объектов и проблемы оптимизации их облика»

## Из библиографии
Слабкий Л. И. является автором двух монографий (одна в соавторстве и свыше 50-ти печатных работ, 180-ти научных работ, 25-ти изобретений. Участник Ломоносовских научных чтений, проводимых московским государственным университетом (МГУ), других научных конференций, он опубликовал ряд работ в области математики и механики:):

### Книги
- Слабкий Л. И. Некоторые вопросы расчёта жидкостных ракетных двигателей на прочность. — М.: 4 ЦНИИ МО, 1952. — 235 с.,
- Гудилин В. Е., Слабкий Л. И. Ракетно-космические системы (История. Развитие. Перспективы). — М., 1996. — 326 с.,

### Избранные статьи
- Слабкий Л. И. Собственные колебания замкнутой круговой цилиндрической оболочки со свободными краями // Известия Российской академии наук. Механика твёрдого тела. — М., 1994. — ISSN 0572-3299.
- Слабкий Л. И. Об одной неизвестной идее М.К.Тихонравова относительно конструкции орбитальной пилотируемой станции из пластинчатых элементов и теории складок в расчётах на прочность призматических структур от действия нагрузок в условиях космоса. «Космос на страже Родины». Первые научные чтения по военной космонавтике памяти М. К. Тихонравова. — М.: «Космо», 1998. — С. 204—205.
- Слабкий Л. И. Аварийность отечественных ракет-носителей КА, связанная с потерей вибрационной и усталостной прочности. «Космос на страже Родины». Вторые научные чтения по военной космонавтике памяти М. К. Тихонравова, том 2 под ред. Меньшикова В.А. — М.: «Космо», 1999. — С. 244—249.,
- Слабкий Л. И. Изгибные колебания упругих тонких слоистых кристаллических пластинок // Обозрение прикладной и промышленной математики. — 2001. — Т. 8, вып. 2. — С. 687—688. — ISSN 0869-8325.
- Слабкий Л. И. Взаимодействие акустических полей с заполненной газом тонкостенной круговой изотропной цилиндрической оболочкой // Сборник докладов секции «Механика деформируемого твёрдого тела» научной конференции «Ломоносовские чтения» МГУ им. М. В. Ломоносова. — М., 2001. — Вып. апрель. — С. 16—22.
- Слабкий Л. И. Акустическая прочность упругих составных цилиндро-конических оболочек неканонической формы // Сборник докладов секции «Механика деформируемого твёрдого тела» научной конференции «Ломоносовские чтения» МГУ им. М. В. Ломоносова. — М., 2002. — Вып. апрель. — С. 25—28.
- Слабкий Л. И. Вибрации космического аппарата // Сборник докладов секции «Механика деформируемого твёрдого тела» научной конференции «Ломоносовские чтения» МГУ им. М. В. Ломоносова. — М., 2003. — Вып. апрель. — С. 120.
- Слабкий Л. И. Акустическое нагружение оболочек космического летательного аппарата на участках полёта с транс- и сверхзвуковыми скоростями // Обозрение прикладной и промышленной математики. — 2003. — Т. 10, вып. 3. — С. 746—750. — ISSN 0869-8325.
- Слабкий Л. И. Перспективы развития средств выведения космических объектов и проблемы оптимизации их облика // Обозрение прикладной и промышленной математики. — 2005. — Т. 12, вып. 4. — С. 822—836. — ISSN 0869-8325.

Изобретения
Слабкий Л. И. — автор многочисленных изобретений (25 оформлены авт. свидетельствами), в том числе, совместных с Колтуновым Я. И. (НИИ-4, группа М. К. Тихонравова).

## Результат научной деятельности
Итогом его научных разработок явилось создание совместно с Институтом механики МГУ, а также с Институтом механики и машиностроения Казанского научного центра Российской академии наук математической модели ОМРН с получением численных результатов. Общий вид перспективной одноступенчатой многоразовой ракеты-носителя сверхтяжёлого класса под полезную нагрузку 350—400 т представлен в работе. Ракета-носитель имеет жидкостный ракетный двигатель — высокоэнергетическую двигательную установку на трёхкомпонентном топливе (жидкий кислород — синтетическое углеводородное горючее) с кольцевой камерой сгорания и центральным телом.

## Награды
- Орден «Знак Почёта»,
- Медаль «За трудовую доблесть»,
- Медаль «Ветеран труда»,
- Нагрудный знак «Ветеран военно-космических сил»,
- Награждён Командующим военно-космическими силами РФ «Знаком отличия за освоение Космоса I степени»,
- Нагрудный знак «Ветеран космонавтики России» Федерации Космонавтики России,
- Нагрудный знак форум «Общественное признание»,
- Медали Федерации Космонавтики СССР:
  - «имени академика В. П. Макеева»,
  - «имени академика В. П. Глушко»,
  - «имени академика М. В. Келдыша»,
  - «имени Ю. А. Гагарина»,
  - «имени К. Э. Циолковского».